# Mike Harwood

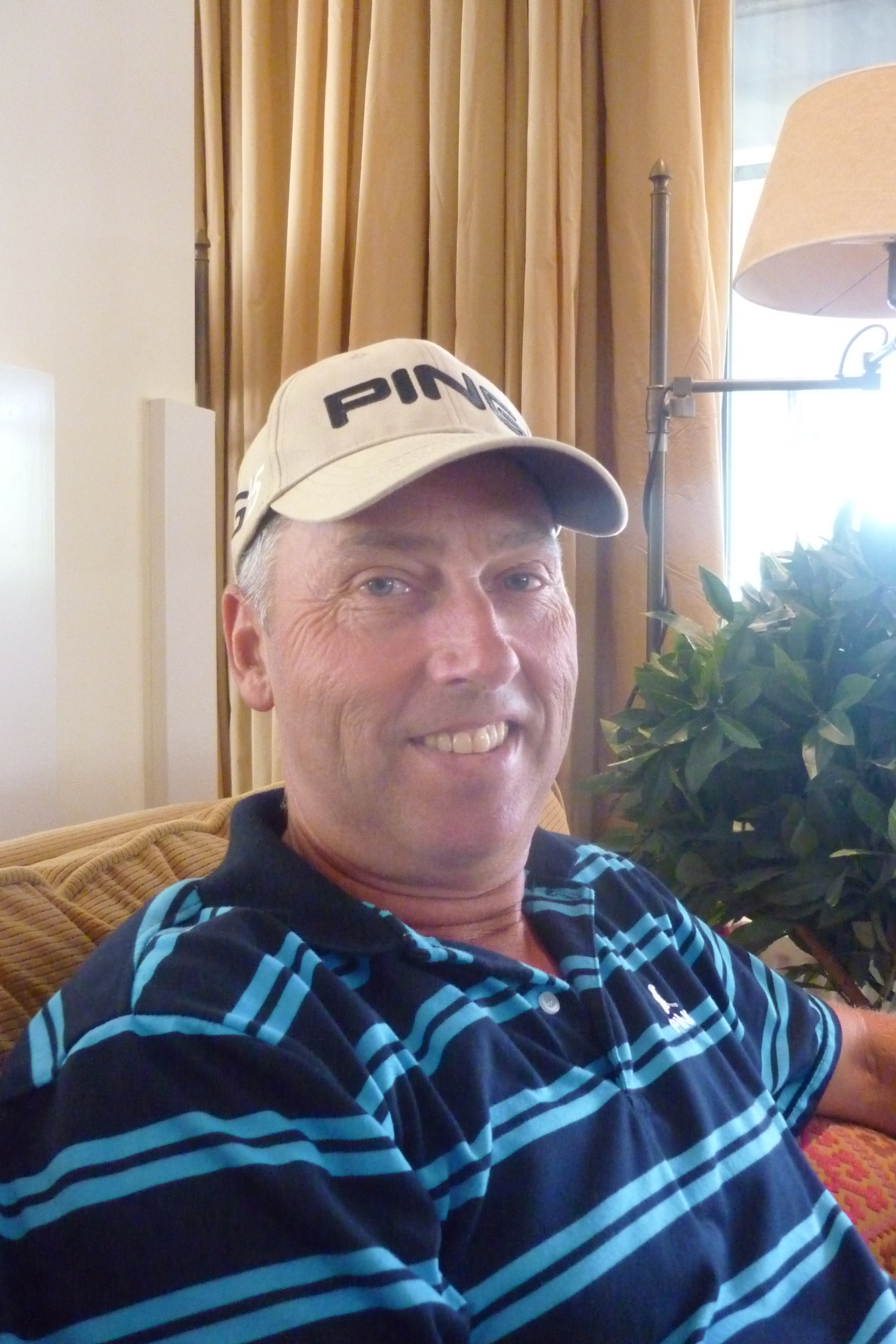
Op de Haagsche G&CC.

Mike Geoffrey Harwood (Sydney, 8 januari 1959) is een professionele golfer uit Australië.

## Loopbaan
Harwood werd in 1979 professional. Hij speelde veel op de Europese PGA Tour en won daar vijf toernooien.
In Australië won hij in 1986 het PGA Kampioenschap, en maakte daarmee een einde aan de serie overwinningen van Greg Norman, die het toernooi zes keer achter elkaar gewonnen had.
In 1991 eindigde hij op de tweede plaats bij het Brits Open op Royal Birkdale. Winnaar was zijn landgenoot Ian Baker-Finch.
In 2009 werd hij 50 jaar en mocht hij op de Europese Senior Tour spelen. Datzelfde jaar won hij het Australisch Senior Open en twee weken later het OKI Castellon Senior Tour Championship, het laatste toernooi van het jaar, en werd hij Rookie van het Jaar. 
Hij is 193cm lang en is de langste speler op de Senior Tour samen met Ross Drummond.

## Gewonnen

### Europese Tour
- 1988: Portuguese Open
- 1989: PLM Open
- 1990: Volvo PGA Championship, Volvo Masters
- 1991: GA European Open  op Walton Heath

### Europese Senior Tour
- 2009: OKI Castellon Senior Tour Championship op de  Club de Campo del Mediterráneo met 65-72-66=203

### Australaziatische Tour
- 1986: Australian PGA Championship
- 1990: West End South Australian Open

### Australaziatische Senior Tour
- 2009: Australian Senior Open
- 2010: Handa New Zealand Senior Masters op Millbrook

### Elders
- 1984: Fijian Open, Pacific Harbour Open (Fiji), Western Samoan Open
- 1986: Naturgas Open (Sweden)
- 1996: PGA Kampioenschap (Victoria)

### Teams
- Alfred Dunhill Cup: 1991
- World Cup: 1984, 1991
- Four Tours World Championship: 1991